# Brassy (Nièvre)
Brassy – miejscowość i gmina we Francji, w regionie Burgundia-Franche-Comté, w departamencie Nièvre.
Według danych na rok 1990 gminę zamieszkiwało 569 osób, a gęstość zaludnienia wynosiła 11 osób/km² (wśród 2044 gmin Burgundii Brassy plasuje się na 411. miejscu pod względem liczby ludności, natomiast pod względem powierzchni na miejscu 26.).